# Agricoltura biodinamica

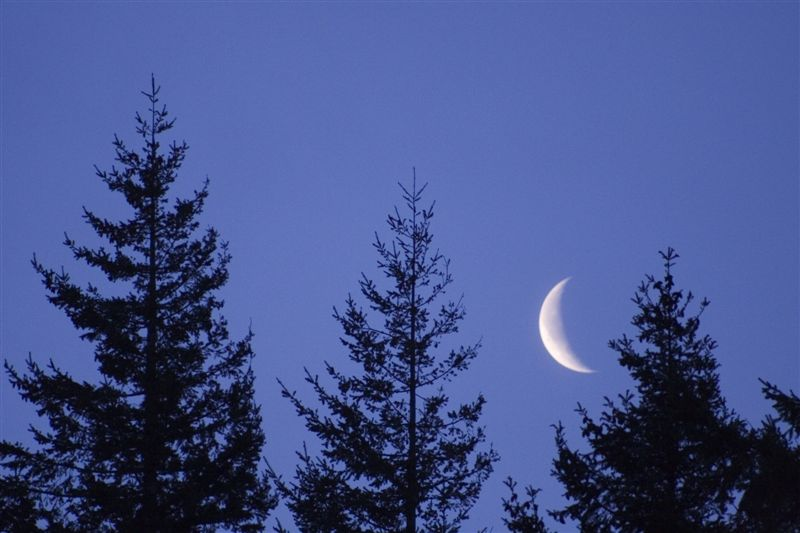
Alla Luna è attribuita dagli agricoltori biodinamici un ruolo preponderante nella crescita delle piante

L'agricoltura biodinamica è un insieme di pratiche pseudoscientifiche basate sulla visione spirituale antroposofica del mondo elaborata dal teosofo ed esoterista Rudolf Steiner, da attuarsi durante la produzione agricola, in particolare di prodotti alimentari. Lo scopo di chi abbraccia questo sistema di credenze vorrebbe essere il raggiungimento di una agricoltura più in equilibrio con l'ecosistema terrestre. La cosiddetta agricoltura biodinamica incorpora anche alcuni dettami dell'omeopatia e alcune tecniche dell'agricoltura biologica e, con un approccio definito olistico,  considera come un unico sistema il suolo e la vita che si sviluppa su di esso.
In ragione di questi elementi e di altri ancora (ad esempio l'importanza attribuita a presunte "forze cosmiche" o il concetto di "energia vitale") ma soprattutto in ragione della mancanza di un qualsiasi rapporto di causa ed effetto che spieghi i suoi dettami, la biodinamica è considerata una pseudoscienza. Gli studi scientifici effettuati non hanno rilevato incrementi di qualità fra i prodotti biodinamici e quelli coltivati con i consueti metodi biologici. Giudizi ancora più critici vengono da chi ha definito l'agricoltura biodinamica una vera e propria truffa.

## Storia
Rudolf Steiner (1861-1925) era un teosofo tedesco che si occupò di svariate tematiche, interpretandole mediante le visioni proprie della teosofia, nelle quali erano presenti apporti di varie religioni, incluso il cristianesimo e il buddhismo. Fra i contributi più noti di Steiner si ricorda la cosiddetta antroposofia, nonché la pedagogia Waldorf. Si occupò di svariati altri argomenti, sempre interpretandoli mediante il punto di vista spirituale/mitologico proprio dell'antroposofia. Nel fare questo sostenne delle tesi che, anche per l'epoca, erano palesemente antiscientifiche: sostenne ad esempio che l'uomo si sarebbe originato nei continenti perduti di Lemuria ed Atlantide, col contributo di "esseri spirituali".
Poco prima di morire nel 1924, Rudolph Steiner, pur essendo privo delle relative competenze, tenne una serie di otto lezioni sull'agricoltura intitolate Impulsi scientifico-spirituali per il progresso dell’agricoltura, che riguardavano la fertilità del suolo e le forze cosmiche e spirituali che impregnano, secondo lui, il nostro mondo. Da quel “corso di agricoltura” ebbe origine l’agricoltura biodinamica. Questa, più che un metodo di produzione agricola, è pertanto una filosofia che crede nelle “energie vitali” infuse nella materia inanimata. Dal punto di vista pratico, la biodinamica presenta alcune somiglianza con l'agricoltura biologica, dalla quale si differenzia per la presenza di pratiche “esoteriche”, tra cui l’utilizzo di alcuni “preparati” oltre all'attenzione verso le fasi lunari e le posizioni dei pianeti nelle costellazioni dello zodiaco.

### Dopo la morte di Steiner
Le credenze steineriane sull'agricoltura furono elaborate dopo la sua morte dai suoi seguaci, soprattutto l'agronomo Erhard Bartsch e il chimico Franz Dreidax, che particolareggiarono la dottrina biodinamica e fondarono, nel 1928, l'associazione Demeter (ora Demeter International).
Mentre l'antroposofia steineriana fu osteggiata personalmente da Adolf Hitler, l'associazione Demeter e la "filosofia" agricola biodinamica ottennero un miglior trattamento dal regime della Germania nazista, in quanto propugnatrice di un ritorno a metodi di coltivazione considerati appartenenti agli antichi germani. Tra i gerarchi che apprezzarono il lavoro di Bartsch e Dreidax vi furono, in particolare, Rudolf Hess e la sua cerchia, cultori di dottrine esoteriche. Questa compromissione portò l'associazione Demeter a porsi sotto l'ombrello di un'organizzazione nazista che perorava la "rigenerazione" del genere umano e giungendo a dichiarare di riconoscere il nazionalsocialismo come propria filosofia ispiratrice. Ne seguirono esplicite prese di posizione favorevoli in vari frangenti storici della politica espansionistica dello spazio vitale della Germania nazista (come l'Anschluss dell'Austria, l'annessione della Cecoslovacchia, l'invasione della Polonia).
La caduta in disgrazia nell'ambiente nazista avvenne nel 1941, con l'uscita di scena di Hess a seguito del suo volo aereo verso la Scozia. Gli oppositori di Hess interni al nazismo, che erano ostili anche alla sua cerchia esoterica, colsero l'occasione dell'atterraggio nel Regno Unito per far dichiarare fuorilegge tutte le associazioni mistiche legate al gerarca. Demeter seguì anch'essa lo stesso destino: sciolta in quell'occasione, potrà rinascere a nuova vita solo dopo la fine della seconda guerra mondiale. L'uscita di scena di Demeter, tuttavia, non interruppe l'interesse del regime per l'agricoltura biodinamica, soprattutto per quanto riguarda la coltivazione di erbe necessarie per la medicina antroposofica e processate dalla società Weleda. Una serra restò in funzione, per esempio, accanto al campo di concentramento di Dachau, per utilizzare il lavoro dei prigionieri.

### Secondo dopoguerra
L'associazione disciolta nel 1941 fu rifondata nel secondo dopoguerra come Demeter International e le pratiche biodinamiche da essa teorizzate ripresero nuovo vigore.

#### Marchio commerciale
Per effetto dell'attivismo dell'associazione, il termine "agricoltura biodinamica" è divenuto un marchio commerciale detenuto dalla Demeter International, associazione di coloro che adottano la metodologia che, attraverso l'adozione di un disciplinare, si propone di mantenere i medesimi standard tra i coltivatori sia nella fase di produzione sia nella fase di trasformazione dei prodotti agricoli. In ogni nazione può esservi un'articolazione locale dell'associazione internazionale, che deve adeguarsi agli standard e ai protocolli dettati dalla organizzazione madre.
Scopo del marchio è quello di garantire ai consumatori che cibi e prodotti agricoli etichettati come "biodinamici" provengano da produttori associati e convalidati dalla stessa Demeter International.
Nel tempo, la Demeter International ha promosso azioni legali per ottenere l'utilizzabilità del marchio "agricoltura biodinamica" per i soli prodotti da essa approvati. Tale attività di pressione ha portato al riconoscimento negli Stati Uniti d'America e in altri paesi. Verso l'Unione europea, che ha respinto tali pretese, la Demeter International ha intentato un contenzioso.

## Obiettivi
Secondo i sostenitori la biodinamica dovrebbe apportare benefici alla produzione agricola, in particolare al cibo, rendendola in maggiore equilibrio con l'ecosistema terrestre. Utilizza un approccio definito olistico, che considera come un unico sistema il suolo e la vita che si sviluppa su di esso.
Gli obiettivi della biodinamica dovrebbero essere:
- mantenere la terra fertile;
- mantenere in buona salute le piante;
- accrescere la qualità dei prodotti[4];

Secondo i sostenitori, si differenzierebbe dall'agricoltura tradizionale nella qualità delle sostanze, in particolare dei concimi, che vengono utilizzati per raggiungere quegli obiettivi, che devono rispondere alle seguenti caratteristiche:
- sono del tutto naturali;
- non sono ammesse sostanze di sintesi (come i concimi artificiali), ma solo quelle considerate "naturali".
- favoriscono lo sviluppo della biodiversità animale e vegetale.

Occorre considerare, infatti, che, nell'ottica di Steiner, poiché una vita può crescere solo in un contesto già vivente, la buona concimazione consiste proprio nel rendere vivente un terreno: da qui la preferenza accordata al concime agricolo, proveniente dalle stalle, anziché a prodotti di sintesi che, non derivando da un processo vitale, vengono considerati puri minerali e per questo in grado di nutrire soltanto le radici delle piante.
(R. Steiner,  Alimentazione per vivere sani (PDF)., conferenze del 1923-24, Archiati Verlag, 2007, pp.82-83)

## Principi e pratiche
L'agricoltura biodinamica fa riferimento alle tesi della teosofia e dell'antroposofia: in sintesi, credenze di tipo soprannaturale ed esoterico.
Da un punto di vista pratico, due principi che si possono ritenere tipici della teoria biodinamica di Steiner, hanno a che vedere col compostaggio e con presunte influenze della Luna sulla vita della Terra. La codificazione dei metodi biodinamici esclude inoltre l'utilizzo di qualsiasi innovazione scientifica o tecnologica collegabile alla rivoluzione verde.
Se alcune delle pratiche codificate nella biodinamica hanno una radice scientifica e una loro intrinseca utilità (ad esempio il "sovescio", cioè l'interramento di particolari piante a scopo fertilizzante e la rotazione delle colture) altre pratiche risultano completamente prive di basi scientifiche. Ad esempio, una pratica ritenuta di fondamentale importanza consiste nello spruzzare il terreno con "preparati biodinamici", ottenuti da letame, polvere di quarzo o sostanze vegetali, in diluizione omeopatica, oppure il preparato 500 riguardante il trattamento di corna di vacche per aumentare la fertilità del terreno".
Un altro principio della visione riguarda le fasi della Luna. In pratica, ci si regola sull'andamento di queste per programmare gli interventi in campo. È da osservare che, ad oggi, a parte le maree causate dalla forza di gravità, non è stato oggettivamente dimostrato alcun altro effetto misurabile, sulla vita animale o vegetale, da parte della Luna.
La biodinamica vuole un approccio "olistico" all'agricoltura: un'azienda agricola viene quindi vista come una sorta di organismo immerso in forze cosmiche.
Per potere aver la certificazione biodinamica un'azienda è obbligata a spruzzare il terreno con "preparati biodinamici", ottenuti da letame, parti animali (vescica di cervo, le corna di vacca o il suo intestino, il cranio di bue, ecc.), polvere di quarzo o sostanze vegetali, in diluizione omeopatica. 
Un esempio il preparato 500 (cornoletame) riguardante il trattamento di corna di mucche e letame per aumentare la fertilità del terreno". Questi oggetti devono essere trattati, sepolti e poi disinterrati con un preciso calendario che lo stesso Steiner spiegava nei suoi scritti. Oltre a queste preparazioni, vengono utilizzati concetti che ricordano l'omeopatia ed altre pseudoscienze (per esempio per ottenere un terreno "ragionevole" bisogna interrare qualcosa di "piccante" come l'ortica).

### L'energia vitale (prana)
Secondo i seguaci della biodinamica il metodo scientifico, implicante il riduzionismo, non permetterebbe di cogliere l'insieme di un fenomeno. Il metodo "olistico", al contrario, permetterebbe di studiare un fenomeno nel suo insieme tenendo conto di tutti gli elementi che lo influenzano, incluso il mondo spirituale.
Uno degli elementi spirituali non riconosciuti dalla scienza è l'energia vitale (o prana) di un alimento o di un suolo, che nella concezione biodinamica diventa un importante aspetto qualitativo. Per alcuni seguaci dell'agricoltura biodinamica e delle medicine alternative l'energia vitale presente nell'uomo (o in un suo organo), in un cibo o nel suolo può essere valutata misurando l'emissione di fotoni da parte della materia biologica. Quanti più fotoni, per esempio, emette un pomodoro, tanto più salutare sarebbe mangiarlo. Il prana viene valutato mediante l'osservazione di cromatografie e di cristallizzazioni, ottenute da soluzioni del campione miste a soluzioni reagenti.
Le analisi per immagini sono uno strumento di verifica del buon andamento dell'applicazione del metodo biodinamico, che ha come scopo un incremento della qualità e della vitalità del suolo e degli alimenti prodotti.
Si tratta tuttavia di analisi prive di alcun riscontro scientifico, ad esempio la cristallizzazione è un processo chimico in larga parte casuale e pretendere di misurare il prana dall'esame dei cristalli equivale a esercitare un'arte divinatoria; così anche l'utilizzo diagnostico dei cosiddetti "biofotoni" è tuttora sconosciuto alla scienza. Si osservi, inoltre, che l'emissione spontanea di biofotoni da parte di materiale organico è attribuita al rilascio di ioni a seguito di reazioni metaboliche, in particolar modo quelle che coinvolgono i metaboliti attivi dell'ossigeno e ha luogo prevalentemente nei mitocondri. L'emissione può essere stimolata anche con la radioattività o con l'aggressione chimica, ovvero con interazioni usualmente correlate più con uno stato di disequilibrio che con uno stato di "maggior salute".

### Omeopatia ed astrologia

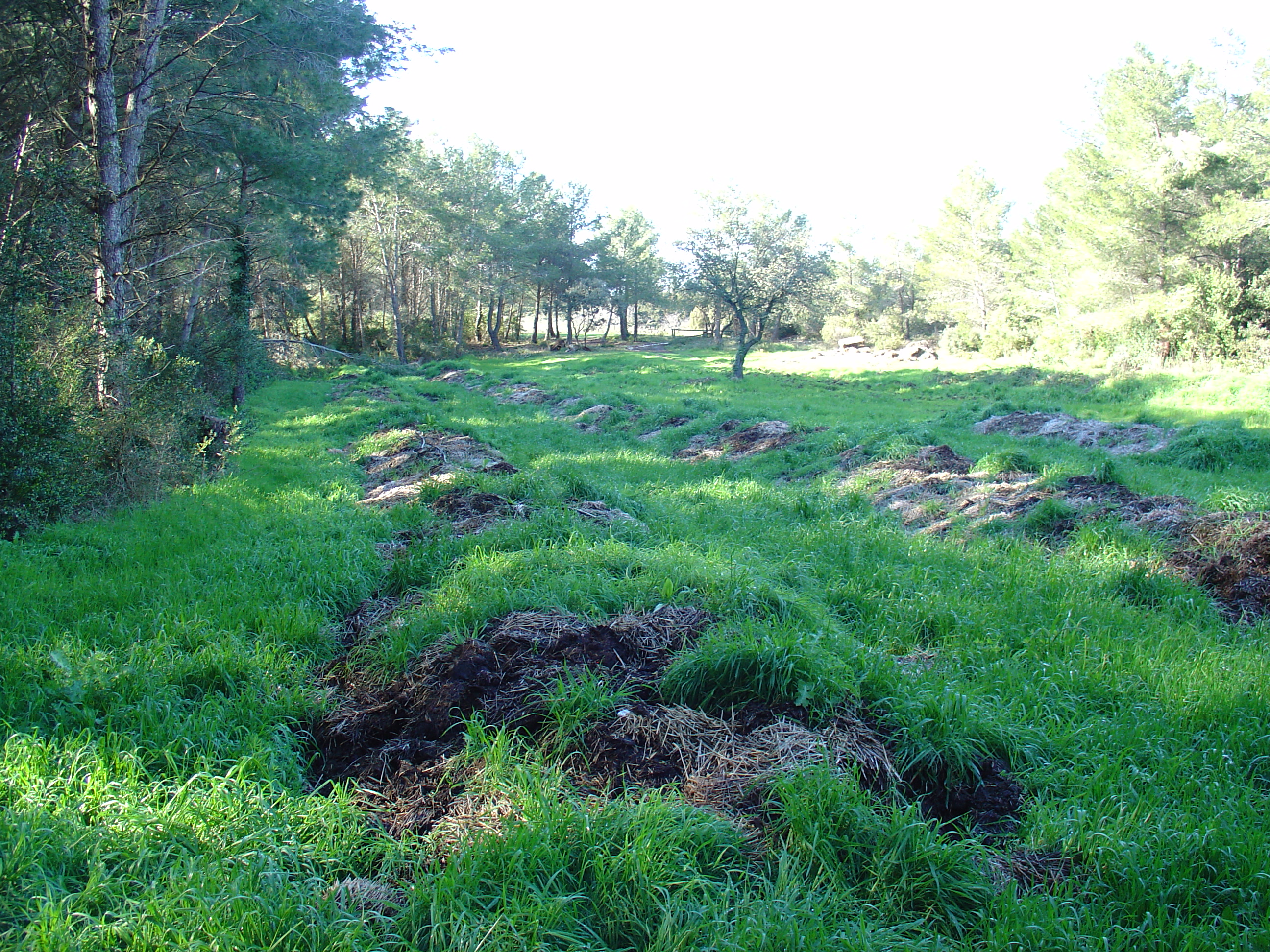
La creazione del compostaggio con preparati specifici è una delle pratiche essenziali nella biodinamica

La pseudo-scientificità delle tesi di Steiner emerge chiaramente anche nell'ampio utilizzo dell'astrologia e delle teorie omeopatiche. Un esempio è dato dal rimedio proposto per l'eliminazione degli animali infestanti, senza dover ricorrere a veleni né a sostanze chimiche:
(Rudolf Steiner)

### Preparati biodinamici, rituali
Il metodo biodinamico considera ogni sostanza come un binomio di materia e forza vitale: per portare la forza vitale nel terreno agricolo, sono necessari dei "preparati". In questo modo si migliora la qualità del terreno, aumentandone la quantità di humus, e allo stesso tempo migliorare la qualità del raccolto. Per ottenere i "preparati" si impiegano delle sostanze di origine naturale appositamente trattate. Ne esistono di due tipi: da spruzzo (preparato 500, 501 e preparato Fladen) e da cumulo (502, 503, 504, 505, 506, 507).

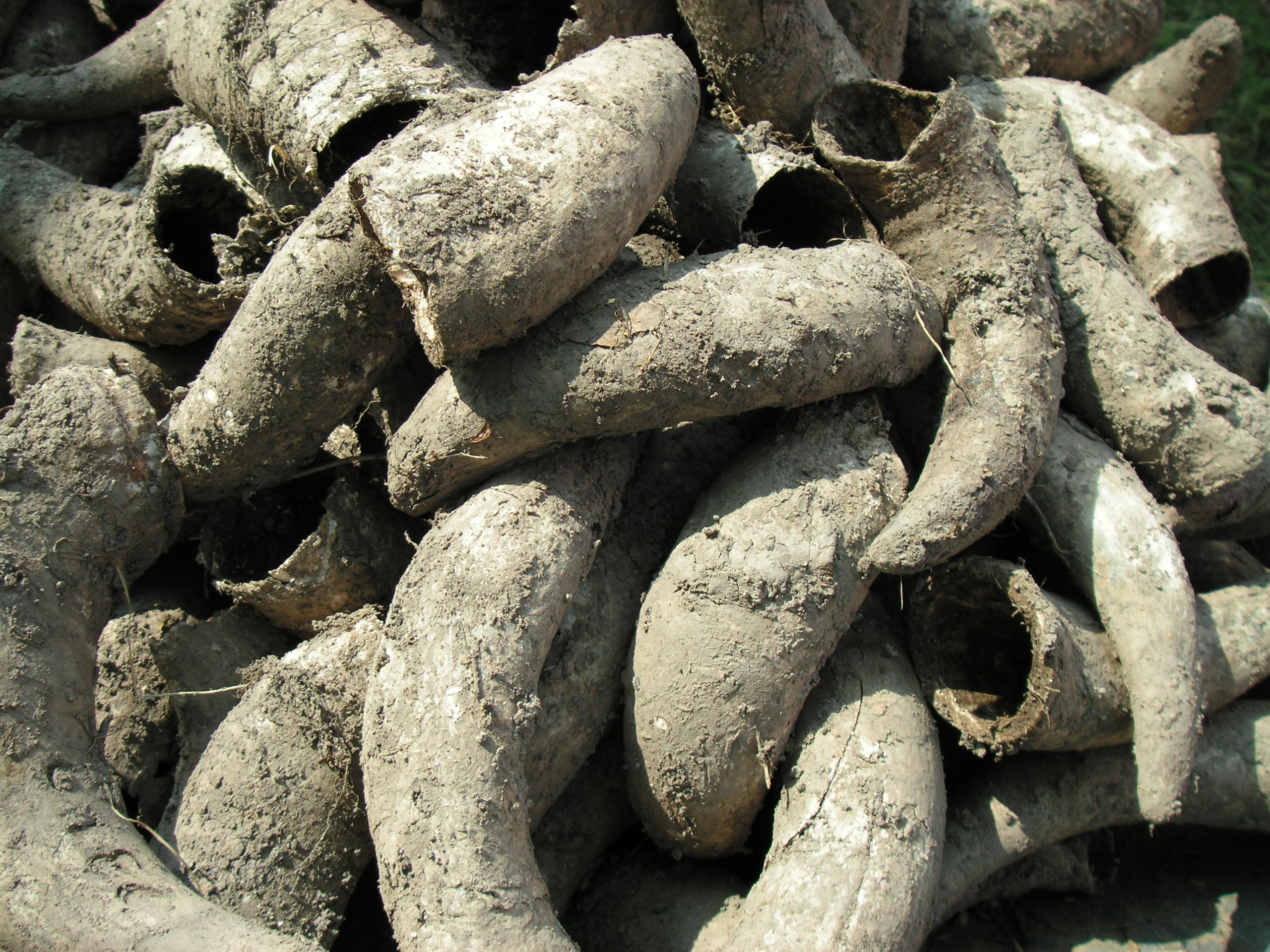
Corna di mucca utilizzate nella realizzazione dei preparati 500 e 501. Durante l'inverno sono seppellite riempite di sterco di mucca ritenendo che così, nello sterco si concentri l'"energia astrale". Si ottengono così dei preparati utilizzati per la cosiddetta "dinamizzazione" dell'acqua, che viene spruzzata sulla terra pensando che ciò ricongiunga le "forze astrali" con quelle "terrene".

I preparati per il compostaggio ("da cumulo") vengono aggiunti al cumulo di materiale da compostare, al fine di facilitarne la decomposizione in humus e terriccio. Steiner suggeriva che la precisa composizione, posizione, forma e manipolazione di una pila di composta fosse critica per raggiungere il risultato migliore.
I preparati da cumulo sono in tutto sei e sono ottenuti a partire da erbe officinali (Achillea millefolium 502, Matricaria chamomilla 503, Urtica dioica 504, Quercus robur 505, Taraxacum officinalis 506, Valeriana officinalis 507) ognuna fatta compostare o macerare in condizioni ambientali particolari e impiegando come contenitori parti dei corpi di animali. Questo perché, sempre secondo la teoria delle forze vitali, ambiente e contenitore influenzano le caratteristiche del materiale finale.
I preparati da spruzzo sono invece tre, "cornosilice", 501, a base di quarzo macinato, e "cornoletame", 500, a base di letame bovino e il preparato "Fladen". Nei primi due casi il contenitore che serve alla loro preparazione è il corno del medesimo animale. Le corna vengono svuotate e riempite con quarzo o letame, e sotterrate per sei mesi. Trascorso questo periodo il preparato può essere conservato per diverso tempo. Il cornosilice viene spruzzato sulle piante e ne stimolerebbe la fruttificazione e i processi legati alla fotosintesi e alla luce. Il cornoletame viene spruzzato sul suolo e ne aumenterebbe il contenuto in humus, agendo di conseguenza sullo sviluppo radicale e sulla nutrizione della pianta. Il Fladen si ottiene dinamizzando il letame fresco per un'ora con "farina" di roccia e gusci d'uovo, e lasciato "maturare/trasformare" sotto terra per un certo periodo: spruzzato nel terreno avrebbe la funzione di migliorare la struttura e la fertilità del terreno.
Utilizzando questi preparati, l'irrigazione del terreno sembrerebbe non necessaria, ma se lo fosse, questa deve seguire un vero e proprio rituale (movimenti circolari, tempi definiti, ecc.). Viene data grande importanza per tutte le lavorazioni del terreno, le semine, i trapianti, le potature, ecc., alla posizione degli astri seguendo un calendario astronomico appositamente realizzato.
Gli steineriani Lilly Kolisko prima e Maria Thun in seguito, avrebbero, a loro dire, evidenziato l'esistenza di relazioni fra l'esito delle coltivazioni e la posizione della luna e di altri pianeti al momento dell'operazione colturale svolta. Maria Thun pubblica ogni anno un calendario delle semine, basato su effemeridi diverse da quelle astrologiche, contenente l'esito degli ultimi suoi studi e quelli che sarebbero i momenti critici per il buon esito delle operazioni agricole.

#### La dinamizzazione dell'acqua
(Rudolf Steiner)
I preparati devono essere distribuiti sul terreno mediante l'acqua dinamizzata. Il rituale di dinamizzazione dell'acqua è stato descritto da Steiner. Tutti i preparati vengono infatti usati in piccolissime quantità, quelli da spruzzo e mescolati secondo un certo metodo e per un certo tempo.
Più una sostanza è diluita (poco soluto in molto solvente), più avrebbe effetto sugli organismi con cui viene a contatto. Il principio è simile a quello che sta alla base dell'omeopatia e medesime le contestazioni: le leggi della chimica provano infatti che il prodotto finale è così diluito da non contenere più neppure una molecola della sostanza di partenza.
L'"acqua dinamizzata" così ottenuta, va quindi spruzzata sulle colture.

### Il calendario delle semine

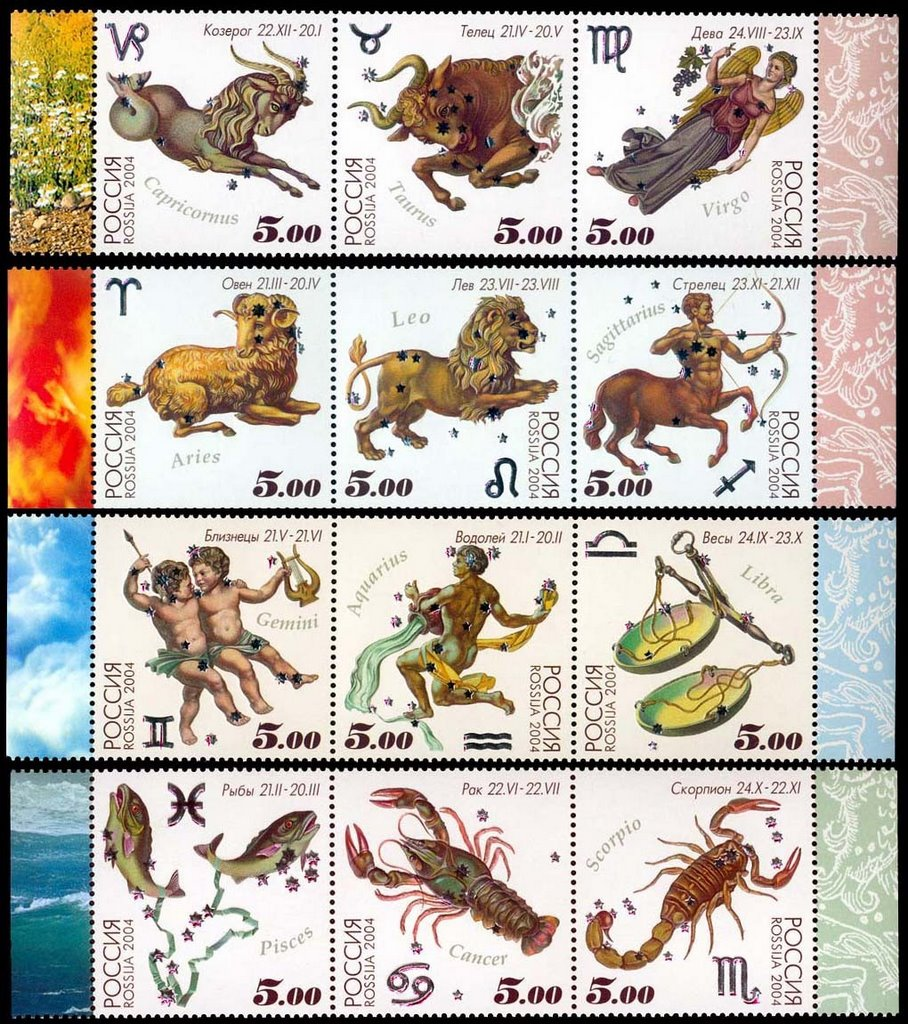
I segni zodiacali suddivisi in base al loro elemento: terra, fuoco, aria, acqua

Steiner sosteneva che le parti in cui è suddivisibile una pianta sono essenzialmente quattro: radici, fusto e foglie, fiori e frutti. Ad ognuna di queste parti egli associava uno dei quattro elementi della filosofia aristotelica, cioè terra, acqua, aria e fuoco, secondo lo schema seguente: 
- radice - terra
- foglia - acqua
- fiore - aria
- frutto - fuoco

Una coltivazione basata sul metodo biodinamico elaborato da Maria Thun tiene conto degli influssi delle costellazioni in base al loro segno zodiacale, e in particolare del transito della Luna attraverso di esse. Per cui se si vorrà ottenere un particolare sviluppo delle radici, occorrerà seminare quando la Luna transita nei segni di terra; per le foglie quando transita nei segni d'acqua; per i fiori quando transita nei segni d'aria; e per i frutti quando transita nei segni di fuoco.
Sul transito della Luna si basa il cosiddetto calendario biodinamico. Un buon raccolto tuttavia, secondo i sostenitori delle tesi steineriane, risulta efficace solo se conforme ai metodi biodinamici, privo di concimi chimici.

## Studi sulla presunta efficacia della biodinamica
Una dimostrazione dei principi teorici della biodinamica risulta impossibile, essendo la stessa basata su concetti metafisici e spirituali. Non esistono studi scientifici che ne dimostrino l'efficacia. Ciononostante, diverse pubblicazioni senza alcun fondamento scientifico sono state pubblicate. Tra questi citiamo i seguenti:
- Uno studio sugli effetti della preparazione biodinamica del compost avrebbe appurato che questo, trattato in modo biodinamico, contiene il 65% in più di nitrati di quello non trattato. Vi sono inoltre significative differenze nella vita microbica, nella temperatura del compost, nella respirazione del biossido di carbonio[38].
- Uno studio del 1993 ha confrontato la qualità del suolo e il rendimento economico tra coltivazioni biodinamiche e coltivazioni convenzionali in Nuova Zelanda. Lo studio riporta che "Le fattorie biodinamiche hanno dimostrato in molte fattorie di avere suoli di più alta qualità biologica e fisica: materia organica in quantità significativamente maggiore, migliore struttura del suolo, minore densità di massa, più facile penetrabilità, e una crosta più sottile"[39]. Lo studio ha confrontato fattorie biodinamiche con fattorie convenzionali adiacenti, senza tuttavia mirare a confrontare fattorie di grandezza simile, o di similare raccolto.
- Un ulteriore studio si è occupato di verificare se i preparati biodinamici avessero qualche effetto sulla coltivazione di lenticchia e frumento. Si è trovato che "in generale, il terreno e le coltivazioni trattate con preparati biodinamici mostravano poche differenze rispetto a quelle non trattate". Qualche cambiamento è stato osservato nella chimica dei composti azotati del suolo e dei semi, tuttavia questa differenza non avrebbe - secondo questo studio - nessun significato biologico. La conclusione dello studio nota che "ogni beneficio a breve termine delle preparazione biodinamiche rimane discutibile"[40].
- Uno studio a lungo termine ha paragonato gli effetti sulla qualità del suolo e delle uve ottenute da vigneti biodinamici rispetto a vigneti coltivati seguendo metodi generali di coltivazione biologica. Dopo i primi sei anni di studio, "non sono state trovate differenze nella qualità del suolo" tra le viti coltivate secondo l'uno o l'altro metodo di coltivazione. Nessuna differenza statisticamente significativa in termini di resa per pianta, numero di grappoli per pianta o peso di grappoli e singoli acini. In un anno particolare, l'uva trattata biodinamicamente ha mostrato un grado Brix significativamente più alto e un numero notevolmente più alto di fenoli e antociani. Lo studio conclude che i preparati biodinamici "possono modificare" la struttura della vite e la sua chimica, ma non hanno nessun effetto a livello dei parametri del suolo e dei nutrienti misurati[41].

Una sintesi narrativa (review) degli studi scientifici sull'agricoltura biodinamica, pubblicata nel 2013, ha concluso che "data la debolezza della letteratura scientifica e la mancanza di dati chiari che supportino l'efficacia dei preparati biodinamici, l'agricoltura biodinamica non fornisce risultati misurabili diversi da quella biologica e non dovrebbe essere raccomandata (allo stato attuale) come una pratica scientifica".
In un editoriale, Peter Treue argomentò che simili o del tutto analoghi risultati potevano essere ottenuti attraverso i principi standard dell'agricoltura biologica e che la biodinamica assomigliava all'alchimia o alla magia o alla geomanzia.
In un'analisi del 1994 Holger Kirchman conclude che le istruzioni di Steiner sono oscure e dogmatiche tali da non potere contribuire alla realizzazione di una agricoltura alternativa e sostenibile e che le affermazioni di Steiner non sono provabili poiché da esse non è formulabile alcuna chiara ipotesi scientifica. Kirchmann chiosa infine che laddove i metodi biodinamici sono stati testati scientificamente, i risultati non sono affatto convincenti.
Nel 2004 Linda Chalker-Scott notò che in molti studi comparativi tra la biodinamica e l'agricoltura tradizionale non si separano i metodi biodinamici da quelli dell'agricoltura biologica. Il termine biodinamica infatti non dovrebbe essere interscambiabile con quello di agricoltura biologica. Linda Chalker-Scott conclude che non c'è alcuna prova che la biodinamica accresca la qualità del cibo.
In ragione dello scarso fondamento teorico dei costrutti steineriani e di altri ancora (ad esempio l'importanza attribuita alle "forze cosmiche" o il concetto di "energia vitale"), la biodinamica è oggi considerata una pseudoscienza.